# Chut (langue)
Pour les articles homonymes, voir Chut.
Le chut est une langue môn-khmer parlée principalement au Viêt Nam. Le nombre total de ses locuteurs, les Chut, est de 4 280, dont 3 830 au Viêt Nam (1999), où ils vivent dans la province de Quang Binh, près de la frontière avec le Laos, où ils sont au nombre de 450. 

## Classification
Le chut appartient au rameau viêt-muong des langues môn-khmer dans la famille austroasiatique.

## Statut officiel
Dans le cadre de la politique ethnique du gouvernement vietnamien, le terme « Chút » désigne une communauté qui outre les Chut proprement dit, comprend les Arem, les Mày, les Sách et les Ruc. Les Ruc et les May ont un mode de vie semi-nomade.